# Ichnia
Ichnia (em ucraniano:   І́чня) é uma cidade da Ucrânia, situada no Oblast de Tchernihiv. Tem 16,16 km² de área e sua população em 2020 foi estimada em 10.709 habitantes.